# Період 8 періодичної системи елементів
Восьмий період періодичної системи охоплює гіпотетичні хімічні елементи, що належать до додаткового восьмого рядка (або періоду) періодичної системи. Усі атоми восьмого періоду періодичної системи мають вісім електронних оболонок. На зовнішній вілентній електронній оболонці восьмого періоду можуть розташовуватись вісім електронів, а у цілому їх буде 50. Так елементи із порядковими номерами від 139 до 153 за Гленном Сіборґом належать до окремої групи цього періоду - суперактиноїдів. Ще однією особливістю цієї групи є вперше заповнення електронами g-орбіталей. Таким чином, восьмий період  є лише теоретичним продовженням періодичної системи хімічних елементів. 
Систематизовані назви цих елементів передані ІЮПАК до використання. Жоден з цих елементів поки не був синтезований і цілком можливо що жоден з них не має ізотопів з досить стабільними ядрами, щоб синтезувати їх в найближчі роки. Можливо також, що в зв'язку з нестійкістю ядер, тільки перші кілька елементів восьмого періоду фізично можливі.
Якби вдалося виробити достатню кількість цих елементів, щоб вивчити їх хімічні властивості, цілком можливо, що ці елементи повели б себе зовсім інакше, ніж елементи попередніх періодів. Це пов'язано з тим, що їхні електронні конфігурації можуть змінюватися через квантові і релятивістські ефекти. Наприклад, рівні енергії 5g-, 6f- і 7d - орбіталей у них розташовані настільки близько один до одного, що всі вони можуть вступати в обмін електронами між собою. Це повинно привести до великої кількості елементів у групі суперактиноїдів, які матимуть надзвичайно подібні хімічні властивості.
За допомогою розрахунків вчені спробували визначити будову атомів і оцінити найважливіші властивості таких «суперлементів», аж до величезних порядкових номерів (Z=172 і навіть Z=184). Отримані результати виявилися досить несподіваними. Наприклад, в атомі елемента з Z=121 передбачається поява 8р-електрона, це після того, як в атомах з Z=119 і 120 завершилося формування 8s -підоболонки. Поява р-електронів слідом за s-електронами спостерігається тільки в атомах елементів другого і третього періодів. Розрахунки також показують, що у елементів гіпотетичного восьмого періоду заповнення електронних оболонок і подоболонок атомів відбувається в дуже складній і своєрідній послідовності. Тому оцінити властивості відповідних елементів - вельми складна проблема. Здавалося б, що восьмий період повинен містити 50 елементів (Z= 119-168), але згідно з розрахунками, він повинен завершуватися  елементом з Z=164, тобто на 4 порядкових номери раніше.
| Група          | 1       | 2       | 3       | 4       | 5       | 6       | 7       | 8       | 9       | 10      | 11      | 12      | 13      | 14      | 15      | 16      | 17      | 18      |  |  |  |  |  |  |  |  |  |  |  |  |  |  |  |  |  |  |  |  |
|                | I       | II      |         |         |         |         |         |         |         |         |         |         | III     | IV      | V       | VI      | VII     | VIII    |  |  |  |  |  |  |  |  |  |  |  |  |  |  |  |  |  |  |  |  |
| Символ         | 119 Uue | 120 Ubn | 121–153 | 154 Upq | 155 Upp | 156 Uph | 157 Ups | 158 Upo | 159 Upe | 160 Uhn | 161 Uhu | 162 Uhb | 163 Uht | 164 Uhq | 165 Uhp | 166 Uhh | 167 Uhs | 168 Uho |  |  |  |  |  |  |  |  |  |  |  |  |  |  |  |  |  |  |  |  |
|                |         |         |         |         |         |         |         |         |         |         |         |         |         |         |         |         |         |         |  |  |  |  |  |  |  |  |  |  |  |  |  |  |  |  |  |  |  |  |
|                | 121 Ubu | 122 Ubb | 123 Ubt | 124 Ubq | 125 Ubp | 126 Ubh | 127 Ubs | 128 Ubo | 129 Ube | 130 Utn | 131 Utu | 132 Utb | 133 Utt | 134 Utq | 135 Utp | 136 Uth | 137 Uts | 138 Uto |  |  |  |  |  |  |  |  |  |  |  |  |  |  |  |  |  |  |  |  |
| Суперактиноїди |         |         |         | 139 Ute | 140 Uqn | 141 Uqu | 142 Uqb | 143 Uqt | 144 Uqq | 145 Uqp | 146 Uqh | 147 Uqs | 148 Uqo | 149 Uqe | 150 Upn | 151 Upu | 152 Upb | 153 Upt |  |  |  |  |  |  |  |  |  |  |  |  |  |  |  |  |  |  |  |  |

| невідомі | Суперактиноїди |